# 奧利夫鎮區 (愛荷華州克林頓縣)
奧利夫鎮區（英語：Olive Township）是位於美國愛荷華州克林頓縣的一個行政鎮區。

## 地方資料
根據2010年美國人口普查的數據，奧利夫鎮區的面積為108.14平方千米，當中陸地面積為107.96平方千米，而水域面積為0.18平方千米。當地共有人口846人，而人口密度為每平方千米7.82人。